# Miniopterus mahafaliensis
Miniopterus mahafaliensis (Goodman, Maminirina, Bradman, Christidis & Appleton, 2009) è un pipistrello della famiglia dei Miniotteridi endemico del Madagascar.

## Descrizione

### Dimensioni
Pipistrello di piccole dimensioni, con la lunghezza totale tra 87 e 96 mm, la lunghezza dell'avambraccio tra 35 e 40 mm, la lunghezza della coda tra 38 e 48 mm, la lunghezza del piede tra 6 e 7 mm, la lunghezza delle orecchie tra 9 e 11 mm e un peso fino a 7,3 g.

### Aspetto
La pelliccia è lunga e densa. Il colore generale del corpo è brunastro, con le punte dei peli delle parti ventrali grigio chiare. La fronte è molto alta, il muso è stretto e con le narici molto piccole. Le orecchie sono piccole, rotonde e con la punta leggermente allungata. Il trago è relativamente, lungo, largo, con i margini paralleli e si curva leggermente in avanti verso l'estremità arrotondata. Le membrane alari sono marroni e attaccate posteriormente sopra le anche. La coda è molto lunga ed è completamente inclusa nell'ampio uropatagio, il quale è ricoperto sulla superficie dorsale di una densa e corta peluria.

### Ecolocazione
Emette ultrasuoni a basso ciclo di lavoro con impulsi di breve durata a frequenza modulata iniziale di 123 kHz, finale di 57 kHz e massima energia a 62,2 kHz.

## Biologia

### Comportamento
Si rifugia all'interno di grotte.

### Alimentazione
Si nutre di insetti.

## Distribuzione e habitat
Questa specie è diffusa nella parte sud-occidentale del Madagascar.
Vive nelle foreste spinose indisturbate e non e in boscaglie costiere.

## Conservazione
La IUCN Red List classifica M.natalensis come specie a rischio minimo (Least Concern)).